# A Gate Through Bloodstained Mirrors
A Gate Through Bloodstained Mirrors — демо-альбом американського блек-метал гурту Xasthur, випущений лейблом Profane Productions обмеженим накладом (150 копій) 12 вересня 2001 р. У зв'язку зі збільшенням фан-бази у 2004 Total Holocaust Records перевидав реліз на CD та касеті, а Debemur Morti Productions — на двох 12" грамплатівках. У 2008 Hydra Head Records випустив альбом на двох CD, другий диск містив рідкісні записи гурту. За чутками, прослуховування релізу призвело, як мінімум, до одного самогубства.

## Список пісень (2001)
1. «Intro» — 01:16
2. «Moon Shrouded in Misery, Part 1» — 6:46
3. «Suicide in Dark Serenity» — 10:39
4. «Dwell Beneath the Woods of Evil» — 5:14
5. «Cursed Be the Memory of Light» — 7:04
6. «Possession of Desolate Magick» — 5:40
7. «Storms of Red Revenge» — 4:16
8. «A Spell Within the Winds» — 4:34
9. «Summon the End of Time» — 4:52
10. «Gate Through Bloodstained Mirrors» — 8:32
11. «Kingdom of Burning Crucifixions» — 4:21
12. «Moon Shrouded in Misery, Part 2» — 1:47
13. «Black Spell of Destruction/Channeling the Power of Souls Into a New God» — 7:34 (кавер-версія Burzum)

## Список пісень (перевидання Total Holocaust Records)
1. «Intro» (1:25)
2. «Moon Shrouded in Misery (Part I)» — 7:19
3. «Suicide in Dark Serenity» — 12:27
4. «Dwelling Beneath the Woods» — 5:29
5. «Cursed Be the Memory of Light» — 7:28
6. «Possession of Desolate Magick» — 5:47
7. «Spell Within the Winds» — 4:47
8. «Storms of Red Revenge» — 2:45
9. «Eternal Empire of Majesty Death» — 7:17 (кавер-версія Mütiilation)
10. «A Gate Through Bloodstained Mirrors» — 8:40
11. «Kingdom of Burning Crucifixions» — 4:43
12. «Moon Shrouded in Misery (Part II)» — 2:09
13. «Black Spell of Destruction (Version I)» — 6:14 (кавер-версія Burzum)
14. «Lost Behind Bloodstained Mirrors (Outro)» — 0:45

## Історія випуску
| Країна  | Дата            | Лейбл                        | Формат                                                        | Каталог        |
| ------- | --------------- | ---------------------------- | ------------------------------------------------------------- | -------------- |
| США     | 12 вересня 2001 | Ma-Kahru/Profane Productions | CD-R (моно, 150 копій)                                        | profanecdr 001 |
| Швеція  | 2004            | Total Holocaust Records      | Ремастоване перевидання на касеті                             | thr-048        |
| Швеція  | 2004            | Total Holocaust Records      | Ремастоване перевидання на CD (1000 копій)                    | thr-050        |
| Франція | 31 серпня 2004  | Debemur Morti Productions    | Ремастоване перевидання на двох 12" грамплатівках (500 копій) | DMP0003        |
| США     | 29 січня 2008   | Hydra Head Records           | Подвійний CD                                                  | HH666-150      |